# Monique Alexander
Monique Alexander (Vallejo, Califòrnia, 26 de maig de 1982) és una model i actriu de cinema pornogràfic estatunidenca.

## Biografia
Amb tot just 18 anys començà a treballar com stripper a Sacramento. Després d'això, va aparèixer en diverses revistes per a adults.
Va debutar en el cinema porno el 2001, signant un contracte per a Sin City que es perllongaria durant dos anys. En un primer moment es limità a realitzar escenes lèsbiques. A més de rodar cinema porno va aparèixer en un grapat de pel·lícules eròtiques produïdes per HBO i Cinemax com ara Hotel Erotica, The Sex Spa Sex House i Voyeur: Inside Out.
El 2004 es convertí en Xica Vivid al signar un contracte d'un any de durada amb aquesta companyia en el qual es va comprometre a rodar escenes heterosexuals. En Lexie and Monique Love Rocco rodà la primera d'elles.
A principis de 2006 la relació contractual entre Vivid i l'actriu va ser renovada, aquesta vegada per dos anys. En aquesta nova etapa realitzà la seua primera escena anal en Call Girl Confidential (2007) i la seua primera escena interracial amb Sr. Marcus.
El 2008, i després de diverses nominacions en altres edicions, rep 2 Premis AVN.

## Curiositats
- Va aparèixer en una pel·lícula convencional titulada Spider's Web amb Stephen Baldwin i Kari Wuhrer el 2002.
- Va fer un cameo en la tercera temporada de la sèrie Entourage de HBO.
- Fou convidada al programa de Fox News Channel, Red Eye w/ Greg Gutfeld per a discutir un estudi que troba que els programes d'educació sexual de "sols abstinència" per a l'adolescència no funcionen, mentre que la programació sobre educació del sexe segur és altament reeixida. En eixe programa també opinà sobre temes com l'abstinència sexual, el sexe segur, l'educació sexual o el significat de ser una xica Vivid. Dit programa se va emetre el 10 de novembre de 2007.[4]

## Premis i nominacions
- 2008: Premi AVN a la Millor escena lèsbica per Sex & Violins[5]
  - Premi AVN a la Millor escena de grup per Debbie Does Dallas... Again[5]
- 2009: Premi AVN a la millor escena en parella amb Mr. Marcus, per la pel·lícula Cry Wolf[6]